# Rigatino toscano
Il rigatino toscano è una pancetta prodotta in Toscana, in particolare nella provincia di Grosseto, facente parte dei prodotti agroalimentari tradizionali italiani.

## Preparazione
Il rigatino toscano, a differenza della pancetta, si ricava dalla parte superiore del maiale, fra il lardo (che è la schiena del maiale) e la pancetta vera e propria (che è la parte inferiore del maiale, la pancia appunto). Il rigatino viene preparato dividendo la carne dalla cotenna, ma lasciando quest'ultima attaccata ad una estremità per poter poi ricoprire il rigatino stesso (il quale viene condito con sale, pepe, rosmarino, aglio, buccia di limone e arancia). Il tutto viene arrotolato, ricoperto dalla cotenna e legato strettamente con lo spago. Quindi, viene messo a stagionare per 40-45 giorni in luogo fresco e asciutto. Dopo la stagionatura è pronto per essere affettato e mangiato.